# Adelsgatan
Adelsgatan är en affärsgata i Visby innerstad som går mellan Södertorg och Wallérs plats.

## Historik
Adelsgatan har sannolikt funnits sedan medeltiden som en genomfartsled från Söderport till mer centrala delar av staden. Det var genom järnvägens tillkomst 1878 som gatan blev en affärsgata då de flesta resenärerna passerade genom Söderport. Namnet Adelsgatan finns omnämnt sedan tidigt 1700-tal och då sträckte sig gatan från Söderport till Stora torget. Tidigare namnvarianter har varit Algaden, Allferagaden och Södergatan och dessa nämns i skrifter av bland annat Haqvin Spegel.
Adelsgatan utvecklades under 1800-talet till Visbys kommersiella kärna, där butiker, hantverk och handel samlades för att möta järnvägstrafikens behov. Gatan fungerade som en viktig handelsled och blev under denna tid stadens mest livliga affärsgata. Trots moderniseringar har många av gatans byggnader bevarat sin karaktär från 1700- och 1800-talet, vilket gör Adelsgatan till ett betydelsefullt exempel på Visbys stadsmiljö utanför ringmuren.

## 2000-talet
Under 2000-talet har Adelsgatan fortsatt vara en central del av Visbys innerstad med fokus på handel, restaurangliv och turism, särskilt under sommarhalvåret då många besökare lockas av stadens medeltida miljö.
Flera satsningar har gjorts för att utveckla Adelsgatan som en attraktiv mötesplats i Visby. Det har bland annat inkluderat restaurering av fasader och förbättring av gatubelysning för att lyfta fram gatans historiska karaktär.

## Byggnader
- Söderport
- Vårdklockans kyrka
- Huset med målningarna

Många av byggnaderna längs Adelsgatan är byggnadsminnen och representerar olika epoker från 1600-talets barock till 1800-talets empire och jugendstil. Bland dem märks Lefflerska huset från 1700-talet, som är välbevarat och visar på gatans historiska betydelse för Visbys handelsliv. Kvarteret Stapeln är ett exempel på bevarade byggnader med kulturhistoriskt värde och är skyddade som byggnadsminnen.

## Bilder

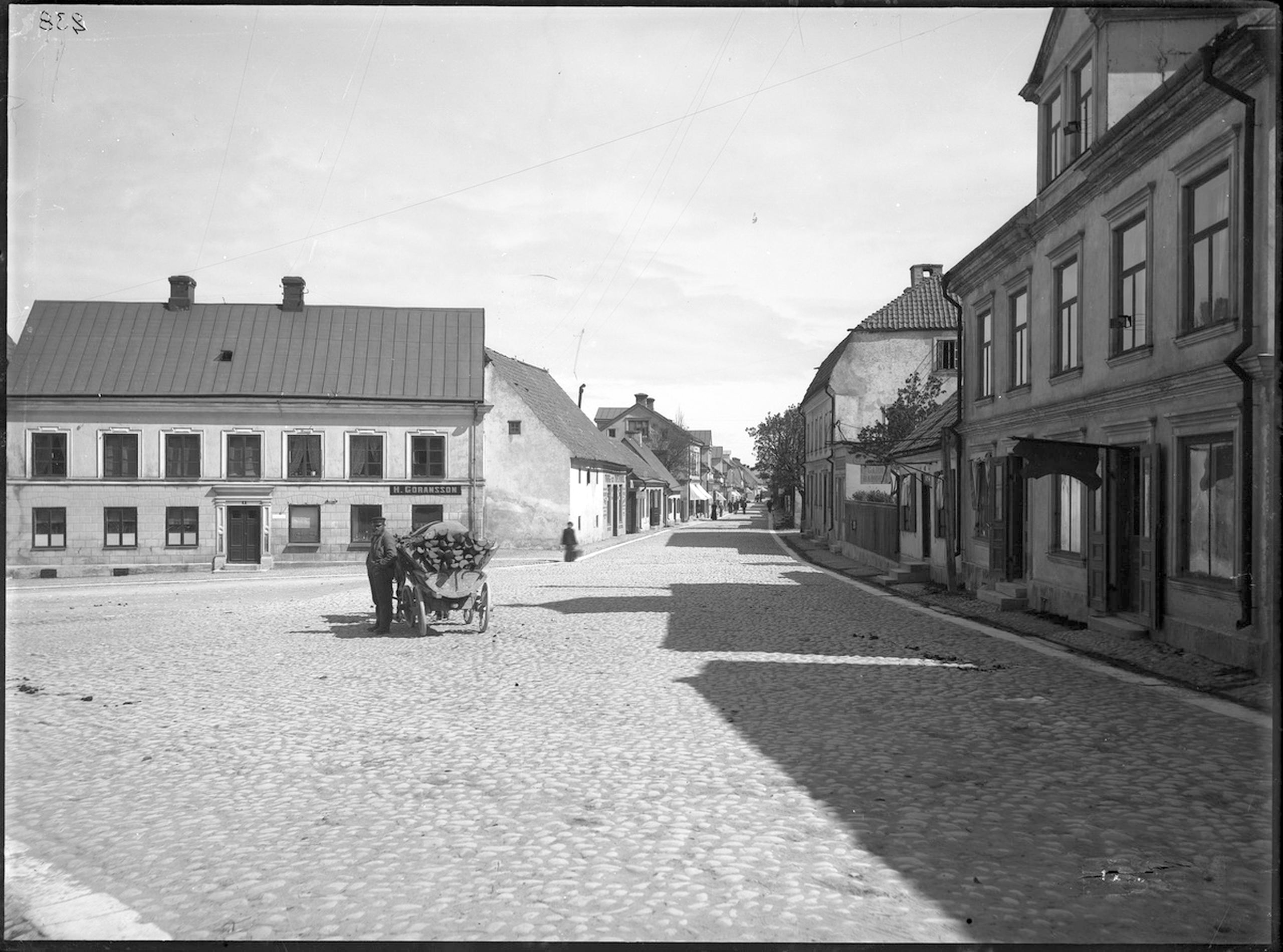
Södertorg och södra delen av Adelsgatan 1910
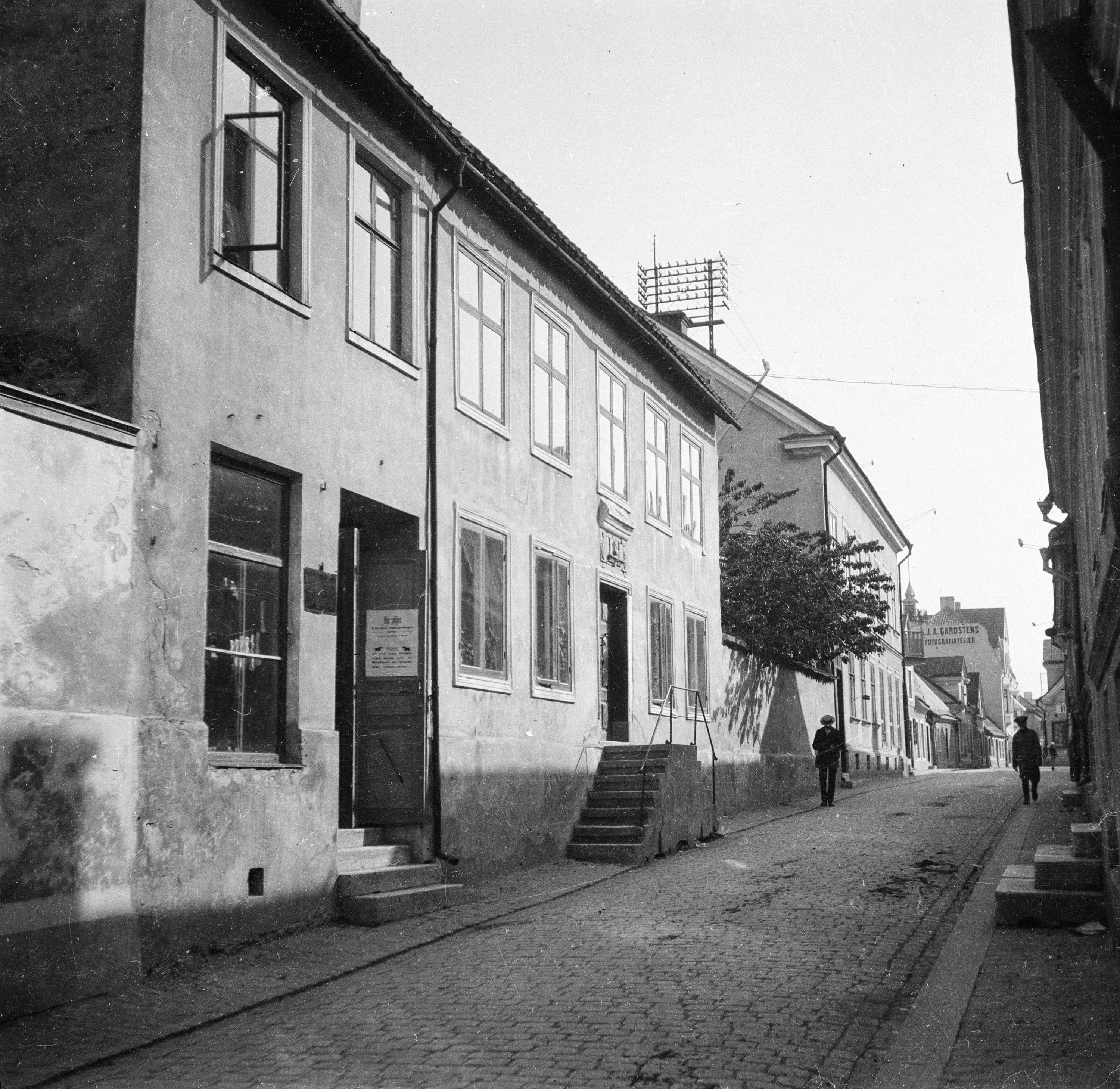
Lefflerska huset uppfört 1766, Adelsgatan 44A–C. Foto från tidigt 1900-tal.
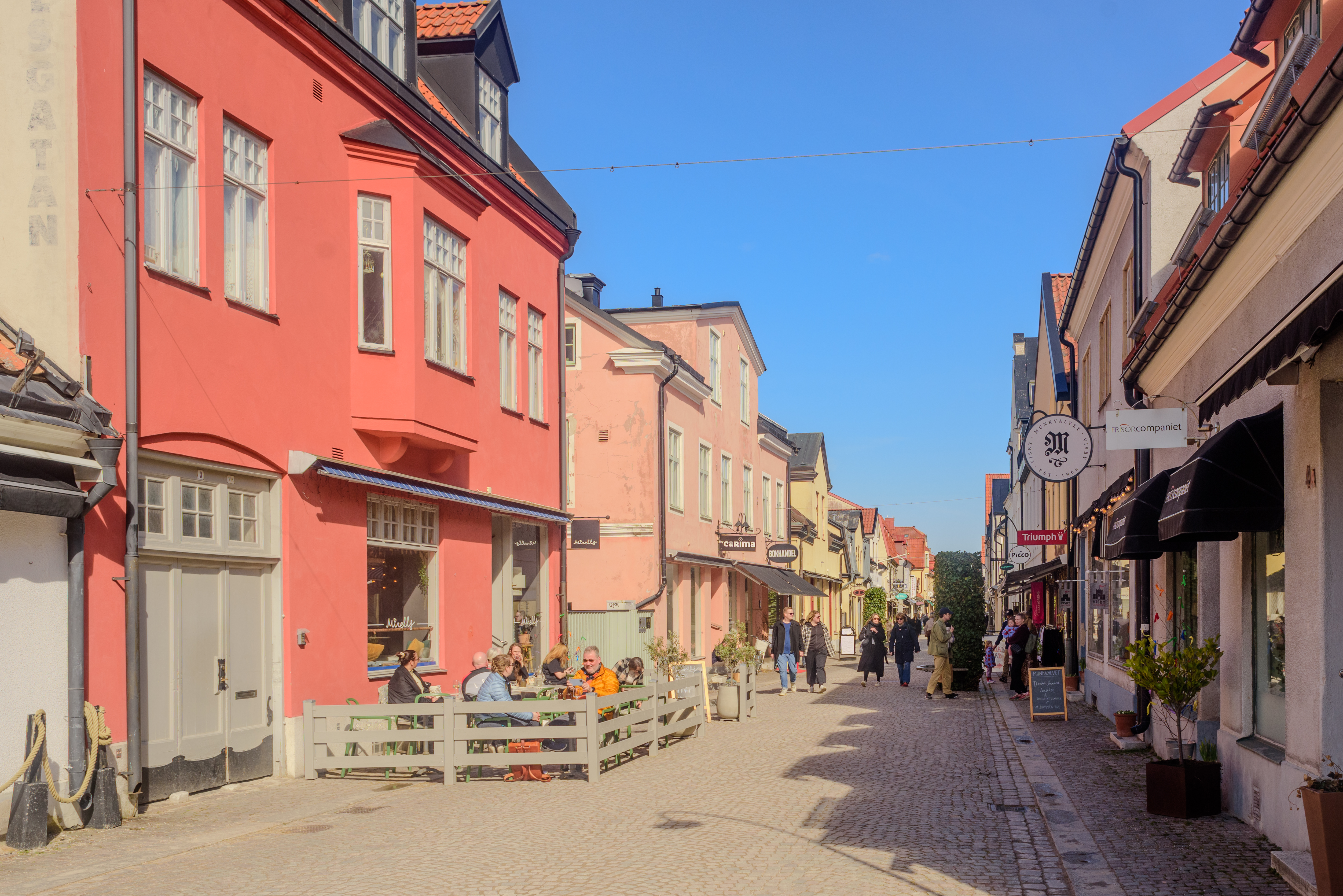
Adelsgatan i mars 2024.
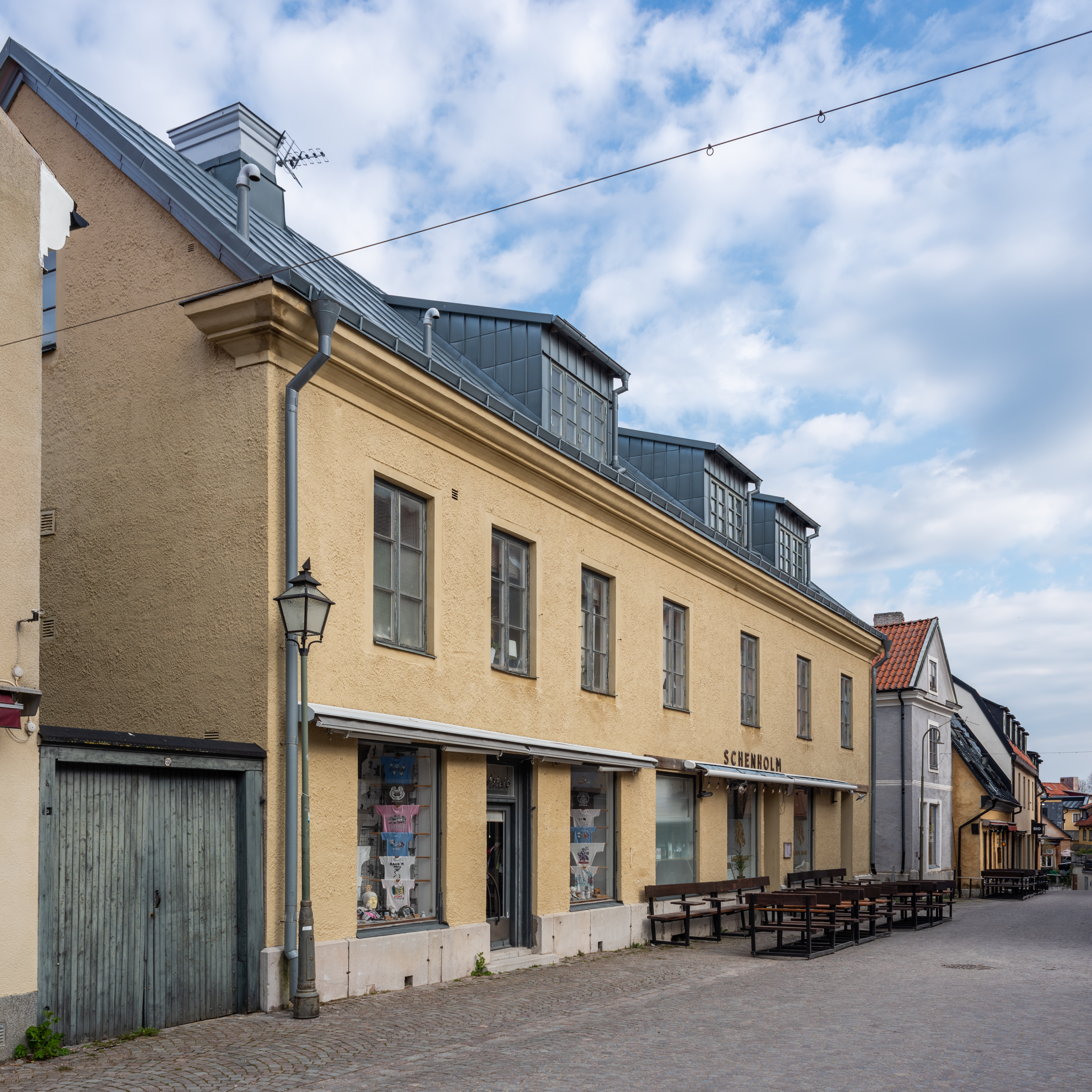
Kvarteret Stapeln 3 och 4 som är byggnadsminne.